# Russkoje (obwód królewiecki)
Russkoje (ros. Русское) – osiedle typu wiejskiego w Rosji, w obwodzie królewieckim, w rejonie zielenogradskim.
Do 1945 nazwa niem. Germau, pol. Girmo, lit. Girmava. Położone w zachodniej części Sambii, w pobliżu miejscowości Jantarnyj na tzw. Bursztynowym Wybrzeżu.
Po powstaniu Prusów, na miejscu starego grodu Girmowe ok. 1270 założony zamek krzyżacki Gyrme, początkowo drewniany, ok. 1330–1340 murowany, kamienno-ceglany. Uszkodzony podczas wojny trzynastoletniej, utracił funkcje obronne. Od 1581 siedziba mistrza bursztyniarskiego (niem. Bernsteinmeister) i komory bursztyniarskiej (niem. Bernsteinkammer), przeniesionych z Lochstedt. Restaurowany 1586, od 1644 do 1693 był siedzibą sądu bursztyniarskiego (niem. Bernsteingericht). Początkowo funkcje sakralne pełniła tylko część wschodnia (późniejsze niższe i węższe, 2-przęsłowe prezbiterium), do której – być może w XVI w. – dołączono jako nawę 3-przęsłową przestrzeń refektarza, z odmiennie ukształtowanymi oknami. Długość kościoła wynosiła 43 m, szerokość nawy 9 m. W prezbiterium znajdowało się sklepienie gwiaździste, w nawie – w miejsce stropu – XVI-wieczne drewniane pozorne sklepienie krzyżowe. Na zewnątrz w górze biegł ganek obronny. Po 1525 kościół ewangelicki (być może w XIV w. na terenie wsi znajdowała się odrębna świątynia parafialna). Dawna wieża zamkowa w narożniku płd.zach. 1565 została zaadaptowana na dzwonnicę.
W 1939 w nawie odkryto gotyckie malowidła ścienne z wyobrażeniami apostołów, datowane ok. 1340–1360, należące do najstarszych w regionie. Znaleziono też pozostałości malowideł z około 1590, ponadto istniały dobrze zachowane sceny pasyjne z 1717 i Sąd Ostateczny z 1740. Manierystyczny ołtarz (Johann Pfeffer) w formie rzeźbionego i malowanego pentaptyku wykonano 1610, reszta wyposażenia była barokowa z XVII–XVIII wieku. Na miejscu przedzamcza założono cmentarz parafialny.
Kościół został zniszczony 1945, pozostały tylko pozostałości murów wschodniego zamknięcia prezbiterium. Przetrwała granitowa chrzcielnica i pozostałości płyt nagrobnych. Obok znajduje się jeden z kilku na terenie obwodu cmentarzy żołnierzy niemieckich i ludności cywilnej z czasów II wojny światowej, otwarty 1995. Pomnik we wsi upamiętnia poległych żołnierzy radzieckich.
W 1945 miejscowość została zajęta przez 91 Dywizję Strzelecką Gwardii, której żołnierze dopuścili się zbrodni wojennej, roztrzaskując głowy 15 niemieckim rannym. Panujące w miejscowości bestialstwo skłoniło 11 osób do popełnienia samobójstwa. Miejscowy komendant, chcąc uchronić niemieckie kobiety przed gwałtami, nakazał ich zebranie w kościele, przed którym wystawił uzbrojone warty z rozkazem strzelania w razie konieczności do czerwonoarmistów.